# Katedrála Bagrati

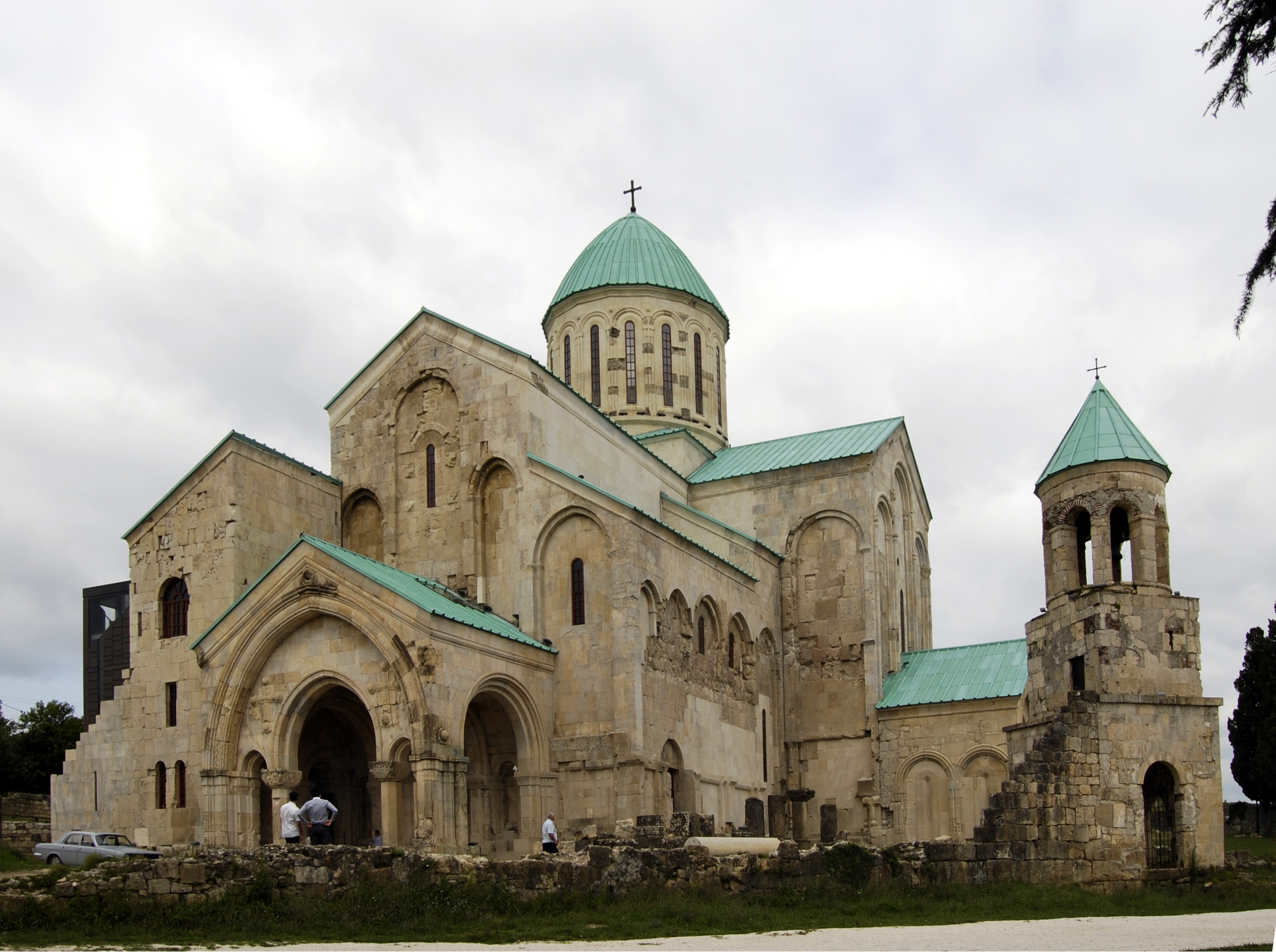
katedrála Bagrati

Katedrála Bagrati je katedrála z 11. století, která se nachází v gruzínském městě Kutaisi. V roce 1692 byla značně poškozena osmanskými vojsky a následně chátrala. V polovině 20. století započaly práce na její opravě, které pokračují dodnes. Jedná se o unikátní památku, která zachycuje gruzínský architektonický vývoj. V roce 1994 byla společně s klášterem Gelati zapsána na seznam světového kulturního dědictví UNESCO. Od roku 2010 byla zařazena mezi památky v ohrožení, organizace UNESCO vyjádřila obavy o zachování autentického historického charakteru stavby vzhledem k v té době probíhajícím rekonstrukčním pracím.[zdroj?] V roce 2017 byla katedrála ze seznamu světového dědictví vyňata, zatímco klášter Gelati  spolu s akademií i nadále zůstává památkou UNESCO. 